# Aud Ingrid Silseth
Aud Ingrid Silseth (* 25. Februar 1998 in Norwegen) ist eine norwegische Handballspielerin.

## Karriere
Zunächst spielte sie in Norwegen für Molde HK und stieg mit der Mannschaft 2017 in die Eliteserien auf. Ab 2018 spielte sie für den norwegischen Verein Ålgård HK in der 2. Liga. 2022 wechselte sie zum deutschen Erstligisten BSV Sachsen Zwickau. Nach einer Saison kehrte sie 2023 zurück nach Norwegen zu Volda Handball. Im Sommer 2025 schloss sie sich dem norwegischen Zweitligisten Aker Topphåndball an.